# (726) Joëlla
(726) Joëlla – planetoida z pasa głównego asteroid okrążająca Słońce w ciągu 4 lat i 41 dni w średniej odległości 2,57 au. Została odkryta 22 listopada 1911 roku w Winchester (Massachusetts) przez Joela Metcalfa. Nazwa planetoidy pochodzi od żeńskiej formy imienia odkrywcy. Przed jej nadaniem planetoida nosiła oznaczenie tymczasowe (726) 1911 NM.